# José Antonio González
José Antonio González Linares (født 25. februar 1946 i San Felices de Buelna) er en tidligere spansk landevejscykelrytter.

## Eksterne links
- Profil på cykelsiderne.net Arkiveret 2. februar 2022 hos  Wayback Machine
- Profil på cyclebase.nl

| Cykling | Spire Denne biografi om en spansk cykelrytter er en spire som bør udbygges. Du er velkommen til at hjælpe Wikipedia ved at udvide den. |